# Colon puncticolle
Colon puncticolle är en skalbaggsart som beskrevs av Ernst Gustav Kraatz 1850. Colon puncticolle ingår i släktet Colon, och familjen mycelbaggar. Enligt den finländska rödlistan är arten nära hotad i Finland. Arten är reproducerande i Sverige. Artens livsmiljö är moskogar.